# Aila Meriluoto
Aila Marjatta Meriluoto-Paakkanen, född Meriluoto den 10 januari 1924 i Pieksämäki, död 21 oktober 2019 i Helsingfors, var en finländsk författare, en av de första representanterna för den nya lyriken samt en av de mest betydande kvinnliga lyrikerna i efterkrigstidens Finland.

## Biografi
Meriluoto föddes i Pieksämäki 1924. Hennes far var rektor och hennes mor lektor. Hon tog studentexamen 1943 och studerade vid Helsingfors universitet 1943–1947.
Meriluoto var gift med Lauri Viita 1948–56. De träffades 1947 och gifte sig med presidentens tillstånd, då han hade inte varit skild två år från sin tidigare fru. Meriluoto hjälpte till att skriva rent Viitas Moreeni (1950), som blev en framgång, medan Meriluotos eget skapande krympte. De bodde först i Pieksämäki,  sedan från 1951 på en ö i Ruovesi och från 1952 i Helsingfors. Förlaget såg till att placera Viita på mentalsjukhuset i Lapinlahti. De fick ytterligare två barn. Viita diagnosticerades som schizofren 1955 och paret skildes 1956. De fick totalt fyra barn.
Hon bodde i Sverige 1962–74. Hon gifte om sig 1979 med nationalekonomen och professorn Jouko Paakkanen(fi) (1928–2004).

## Författarskap
I hennes debutsamling Lasimaalaus ("Glasmåleriet", 1946), som blev en stor framgång, hördes för första gången efterkrigsungdomens röst. Vidare har hon gett ut samlingarna Kootut runot ("Samlade dikter", 1976) och Ruusujen sota ("Rosornas krig", 1988). 
År 2001 kom memoarboken Mekko meni taululle ("Klänningen gick till tavlan"). Likaså skrev Meriluoto en biografi över sin förre man, Lauri Viita.
Meriluoto skrev två romaner som handlar om invandrare och krigsbarn.där den första Peter-Peter: Dokument kring en kärlekshistoria finns på svenska. Den handlar om en kärlekshistoria i Sverige mellan en ensamstående mamma och en medelålders man. Meriluoto har avslöjat att förebilderna är hon själv och den etniske författaren Ivar Grünthal(et). Den andra romanen Kotimaa kuin mies (1977, "Hemland som en man") handlar om ett före detta finskt krigsbarn som invandrar till Sverige. Den förstnämnda romanen filmades 1972 som Haluan rakastaa Peter ("Jag vill älska Peter") med Matti Kassila som regissör och Panu Rajala som manusförfattare.
Meriluoto har också verkat som översättare och skrivit barn- och ungdomslitteratur.
Hon erhöll Pro Finlandia-medaljen 1962 och fick Aleksis Kivipriset 2002, samt Den dansande björnen 2002.

### Poesi
- Lasimaalaus : runoja, WSOY, 1946
- Sairas tyttö tanssii : runoja, WSOY, 1953
- Valikoima runoja, WSOY, 1958
- Pahat unet, WSOY, 1958
- Portaat : runoja, WSOY, 1961
- Asumattomiin : runoja, WSOY, 1963
- Tuoddaris : runoja, WSOY, 1965
- Silmämitta : runoja, WSOY, 1969
- Elämästä, WSOY, 1972
- Kootut runot, WSOY, 1976
- Varokaa putoilevia enkeleitä : runoja, WSOY, 1977
- Talvikaupunki : runoja, WSOY, 1980
- Ruusujen sota : runoja, WSOY, 1988
- Kimeä metsä, WSOY, 2002
- Miehen muotoinen aukko, WSOY, 2005
- Tämä täyteys, tämä paino, WSOY, 2011

### Romaner
- Kotimaa kuin mies, WSOY, 1977
- Peter-Peter : erään rakkauden asiapaperit, WSOY, 1971
  - Peter-Peter: Dokument kring en kärlekshistoria, [översättning från finska av Thomas Warburton], 1972
- Sisar vesi, veli tuli : spänningsroman, WSOY,  1979

### Självbiografier
- Lasimaalauksen läpi : Lasimaalaus ja päiväkirja vuosilta 1944-47, WSOY, 1986
- Vaarallista kokea : päiväkirjat vuosilta 1953-1975, WSOY, 1996
- Mekko meni taululle, WSOY, 2001
- Tältä kohtaa : päiväkirja vuosilta 1975-2004, Siltala, 2010

### Biografier
- Lauri Viita : legenda jo eläessään, WSOY, 1974

### Barn- och ungdomsromaner
- Pommorommo, WSOY, 1956
- Meidän linna, WSOY, 1968

### Översättningar

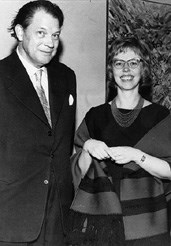
Harry Martinson tillsammans med sin översättare till finska Aila Meriluoto runt 1960.

- Gunnel Beckman: Tyttö vailla nimeä (Flickan utan namn), 1971
- Thorbjørn Egner: Kasper, Jesper ja Joonatan : kolme iloista rosvoa  (Folk og røvere i Kardemomme by), 1997
- Johann Wolfgang Goethe: Taru Käärmeestä ja Liljasta(Das Märchen), 1982
- Edith Holden(en): Nuoren naisen päiväkirja luonnontapahtumista 1906, (The country diary of an Edwardian lady.), översättning av dikterna, 1979[1906]
- Astrid Lindgren: Se Eemeli, se Eemeli (Den där Emil),    1973
- Astrid Lindgren: Vaahteramäen Eemeli ( Emil i Lönneberga), 1970
- Astrid Lindgren: Eemelin uudet metkut (Nya hyss av Emil i Lönneberga),    1971
- Astrid Lindgren: Eemelin kootut metkut, översatt tillsammans med Kerttu Piskonen (Stora Emil-boken),    1972
- Astrid Lindgren: Eemelin suuri kuvakirja, översatt tillsammans med Kerttu Piskonen, 2004
- Harry Martinson: Kulkijan pilvilinnat, Aniara (Vägen till Klockrike, Aniara),  1976
- Gunhild Sehlin: Marian pieni aasi (Marias lilla åsna)

## Utmärkelser
- Statspriset för litteratur 1947, 1953 och 1959
- Kalevi Jäntti-priset 1947
- F. E. Sillanpää-priset 1958
- V. A. Koskenniemi-priset 1960
- Pro Finlandiamedaljen 1962[15]
- Statspriset för litteratur till översättare 1975
- Statlig konstnärspension 1986
- Finlands författarförbunds hederspris 1998
- Savonialitteraturpriset 2002
- Yles Den dansande björnen 2002[17]
- Aleksis Kivipriset 2002[16]